# Histocidaris acutispina
Histocidaris acutispina is een zee-egel uit de familie Histocidaridae.
De wetenschappelijke naam van de soort werd in 1927 gepubliceerd door Theodor Mortensen.